# Cabezas Cortadas
Cabeças Cortadas é um filme hispano-brasileiro de 1970, do gênero ficção, cuja direção e roteiro são do cineasta Glauber Rocha.

## Sinopse
Barcelona, 1970. Neste Clássico de Glauber Rocha, uma fusão de um delírio déspota na terra de General Franco, já que o filme foi filmado na Espanha dos anos 70. Diaz, vivido por Francisco Rabal foi o regente de Eldorado, e vive dentro de um castelo que é sua clausura mental, e em seus delírios sonha nostálgico com o poder que possuía naquele pais imaginário de Terra em Transe.
A história se desenrola neste delírio de opressão aos índios, trabalhadores e camponeses que, na ilusão de Diaz, pretendem matá-lo, entre eles um pastor, vivido por Pierre Clementi, que realiza milagres ao redor do castelo. A loucura de Diaz cresce à proporção que ele percebe que já não possui nenhum poder, aprisionando uma camponesa, (Rosa Maria Penna), que para ele é o símbolo da pureza.
O Título "Cabezas Cortadas" Faz alusão ao pensamento grego simbolizado por suas estátuas e na cabeça está a criação de tudo, da razão, a loucura, artes, realizações. A cabeça cortada é de uma estátua grega.

## Elenco
- Pierre Clementi - Pastor;
- Francisco Rabal - Diaz II;
- Marta May - D. Soledad;
- Rosa Maria Penna - Dulcinea;
- Ema Cohen - cigana/prostituta;
- Luis Ciges - mendigo;
- Telesforo Sanchez - padre;
- Victor Israel – médico

## Produção Artística
- Diretor de fotografia: Jaime Deu Casas;
- Música: Cuesta Abajo, Gardel, Le Pera, Alla en el Rancho Grande, Castello, Del Moral, Uranga, Manresana, Manen, Chamaco Gran Torero, Gomila, Fallaste Corazon, Sanchez, Sabor a Mi, Carillo, Buenos Aires, Joves, Romero, Misa Flamenca, La Torre, Torre Grosa;
- Montador: Eduardo Escorel;
- Produtores associados: Ricardo Muñoz Suay, Pedro Fages, Juan Palomeras e Glauber Rocha;

## Prêmios
- Cabezas Cortadas ganhou apenas um prêmio: o São Saruê, da Federação de Cineclubes do Estado do Rio de Janeiro, em 1979, 9 anos após sua estreia na Europa.